# Hüseyn Məhəmmədov
Hüseyn Məhəmmədov (22 agosto 1974) è un ex calciatore azero, di ruolo portiere.

## Carriera

### Club
Ha giocato nella massima serie del campionato azero e nella seconda serie del campionato iraniano.

### Nazionale
Debutta nel 1998 con la Nazionale azera.